# Кошрабатський туман
Кошрабатський район (узб. Qoʻshrabot tumani / Қўшработ тумани) — адміністративний район розташований на півночі Самаркандської області Узбекистану. Площа району складає 1110 км², населення станом на 2004 рік 93 300 чол. До складу району входить 2 селища та 7 сільських сходів. Адміністративний центр району – селище Кошрабад.

## Рельєф
Район віддалений від основних транспортних магістралей регіону – має переважно гористу місцевість. Тут тягнуться хребти невеликої гірської системи Нуратау, піки якої досягають висоти понад 2000 метрів. Гористий рельєф та напівпустельна місцевість та дефіцит ресурсів води зумовлюють клімат: холодна зима та відносно прохолодне літо.

## Історія
У минулому територія району входила до складу могутніх держав: Греко-Бактрійського царства, Перського царства. Після монгольського завоювання та розпаду Монгольської імперії територія району входила до складу узбецьких ханств, зокрема Бухарського, який лише у другій половині 19 століття увійшов до складу Російської імперії. Сам район було створено у 1978 році.

## Економіка
Це аграрний регіон де домінує тваринництво, а землеробство можливе лише завдяки інтенсивному зрошенню. 